# După 28 de zile
După 28 de zile (28 Days Later...) este un film de groază britanic din 2002, regizat de Danny Boyle. Scenariul a fost scris de Alex Garland și în rolurile principale interpretează Cillian Murphy, Naomie Harris, Brendan Gleeson, Megan Burns și Christopher Eccleston. Filmul prezintă prăbușirea societății umane după eliberarea accidentală a unui virus extrem de contagios și se concentrează pe lupta a patru supraviețuitori care încearcă să facă față distrugerii vieții așa cum o știau.
Fiind primit pozitiv de critică și având succes comercial, filmul este recunoscut pe scară largă pentru imaginile sale cu Londra pustie, filmul a fost turnat aproape în întregime pe video digital. A fost continuat de filmul După 28 de săptămâni în 2007 și de un roman grafic intitulat 28 Days Later: Aftermath (care extinde cronologia epidemiei) și o serie omonimă de benzi desenate din 2009.

## Actori
- Cillian Murphy este Jim
- Naomie Harris este Selena
- Christopher Eccleston este maior Henry West
- Megan Burns este Hannah
- Brendan Gleeson este Frank
- Ricci Harnett este caporal Mitchell
- Stuart McQuarrie este sergent Farrell
- Noah Huntley este Mark
- Leo Bill este soldat Jones
- Luke Mably este soldat Clifton
- Junior Laniyan este soldat Bell
- Ray Panthaki este soldat Bedford
- Sanjay Rambaruth este soldat Davis
- Marvin Campbell este soldat Mailer
- David Schneider este un om de știință

## Primire
Filmul a fost clasificat pe locul 100 în topul 100 Scariest Movie Moments realizat de Bravo.